# حامية هونغ كونغ
حامية جيش التحرير الشعبي في هونچ كونچ هي حامية تابعة لجيش التحرير الشعبي ، وهي مسؤولة عن مهام الدفاع في منطقة هونچ كونچ الإدارية الخاصة منذ تسليم هونچ كونچ في عام 1997م.
يقع المقر الرئيسي للحامية في مبنى قوات جيش التحرير الشعبي الصيني في وسط هونچ كونچ. يبلغ حجم حامية هونچ كونچ ما يقرب من 10,000-12,000 فرد، بما في ذلك أعضاء الشرطة المسلحة الشعبية ، وبحرية جيش التحرير الشعبي ، والقوات الجوية لجيش التحرير الشعبي ، والقوات البرية لجيش التحرير الشعبي. 
قبل التسليم في عام 1997، كانت المنطقة تحت الحكم البريطاني ، وكانت مسؤولية الدفاع عن المنطقة تقع على عاتق القوات البريطانية الاستعمارية في هونچ كونچ ، بمساعدة من فوج هونچ كونچ الملكي.
تولت جمهورية الصين الشعبية السيادة على هونچ كونچ في الأول من يوليو عام 1997م، وأرسلت الحكومة الشعبية المركزية حامية من جيش التحرير الشعبي إلى هونچ كونچ لإدارة شؤون الدفاع في الإقليم. في حين أن الحامية تعتبر رمزًا أساسيًا لحكم بكين لهونغ كونغ، إلا أنها مع ذلك تعتبر قوة جاهزة للقتال. 

## القيادة

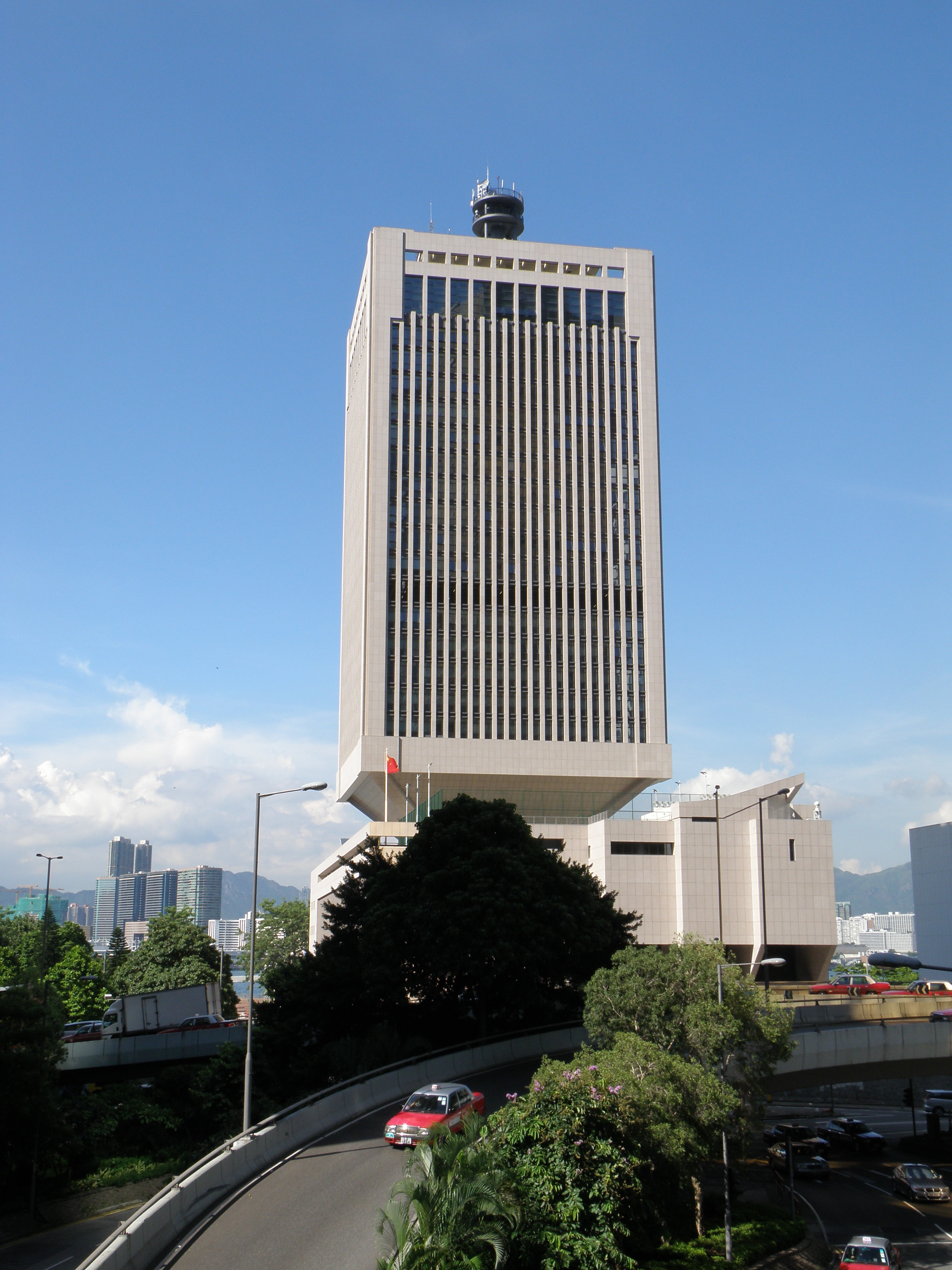
مقر حامية جيش التحرير الشعبي في هونچ كونچ.

ترفع حامية هونچ كونچ تقاريرها إلى كُلِ من قيادة المسرح الجنوبي واللجنة العسكرية المركزية في بكين، وتُبلغ حكومة هونچ كونچ بأي إجراءات داخل هونچ كونچ أو حولها.